# Asphodeline prolifera
Asphodeline prolifera là một loài thực vật có hoa trong họ Thích diệp thụ. Loài này được (M.Bieb.) Kunth miêu tả khoa học đầu tiên năm 1843.